# 旧镇镇 (漳浦县)
旧镇镇，是中华人民共和国福建省漳州市漳浦县下辖的一个乡镇级行政单位。

## 行政区划
旧镇镇下辖以下地区：
旧镇社区、旧城村、城外村、后埭村、梅宅村、梅竹村、甘林村、林美村、玉厝村、石桥村、秦溪村、郭厝村、苑上村、山兜村、浯江村、后垅村、东厝村、上蔡村、寨内村、山仔村、潭仔头村、岩埭村、霞屿村、埔尾村、桥头村、白沙村、狮头村、西埔村和西屿村。

## 中国传统村落
2013年8月，石牛尾村被评为第二批中国传统村落。